# بيتسي برانتلي
بيتسي برانتلي (بالإنجليزية: Betsy Brantley)‏ هي ممثلة أمريكية، ولدت في 20 سبتمبر 1955 في الولايات المتحدة.

## أعمال

### أفلام
- (1987) الأميرة العروس
- (1988) من ورط الأرنب روجر
- (1997) ساحة واشنطن[1]
- (1998) ديب إمباكت[2][3][4]

## وصلات خارجية
- بيتسي برانتلي على موقع IMDb (الإنجليزية)
- بيتسي برانتلي على موقع ألو سيني (الفرنسية)
- بيتسي برانتلي على موقع ميوزك برينز (الإنجليزية)
- بيتسي برانتلي على موقع أول موفي (الإنجليزية)
- بيتسي برانتلي على موقع قاعدة بيانات الأفلام السويدية (السويدية)
- بيتسي برانتلي على موقع إن إن دي بي (الإنجليزية)
- بيتسي برانتلي على موقع ديسكوغز (الإنجليزية)
- بيتسي برانتلي على موقع قاعدة بيانات الفيلم (الإنجليزية)
- بيتسي برانتلي على موقع كينوبويسك (الروسية)